# Уолтон, Исаак
Исаа́к (А́йзак) Уо́лтон (англ. Izaak Walton; 9 августа 1593, Стаффорд — 15 декабря 1683, Уинчестер) — английский писатель, наиболее известен как автор трактата о рыбной ловле «The Compleat Angler» («Искусный рыболов»), родоначальник жанра биографии в английской литературе, автор жизнеописаний известных деятелей XVII века, в том числе биографии поэта Джона Донна и дипломата Генри Уоттона («Walton’s Lives»).

## Биография

### Детство и юность
Во второй половине XVI века Уолтоны были обеспеченной семьёй мелких землевладельцев в восточном Стаффордшире. Дед Исаака Уолтона Джордж Уолтон был помощником шерифа деревни Йоксэлл. В 1592 году второй сын Джорджа, Джервис, вместе со своей женой Анной, покинул Йоксэлл и переехал в Стаффорд, где купил таверну с постоялым двором и дом на улице Истгейт, в котором в следующем году родился Исаак. Точная дата его рождения неизвестна — часто упоминают 9 августа 1593. В приходской книге городской церкви Св. Марии под датой 21 сентября 1593 года найдена запись о крещении Исаака. Его отец умер, когда Исааку было всего три года. На следующий год его мать вышла замуж за жителя Стаффорда Хампрея Боурна, хозяина постоялого двора и пекарни. Школьные дни Исаак, вероятно, провел в Стаффордской бесплатной Грамматической школе, которая в то время располагалась в часовне Св. Бертелина, прилегающей к церкви Св. Марии. Здесь школьники изучали латынь. В 1610 году отчим Уолтона стал владельцем дома «Лебедь» на главной улице города, где Исаак и жил некоторое время до того, как в возрасте семнадцати лет уехал в Лондон, чтобы учиться ремеслу. Он был подмастерьем состоятельного родственника Уолтонов Томаса Гринселла, владевшего компанией в лондонском Сити.

### Знакомство с Джоном Донном

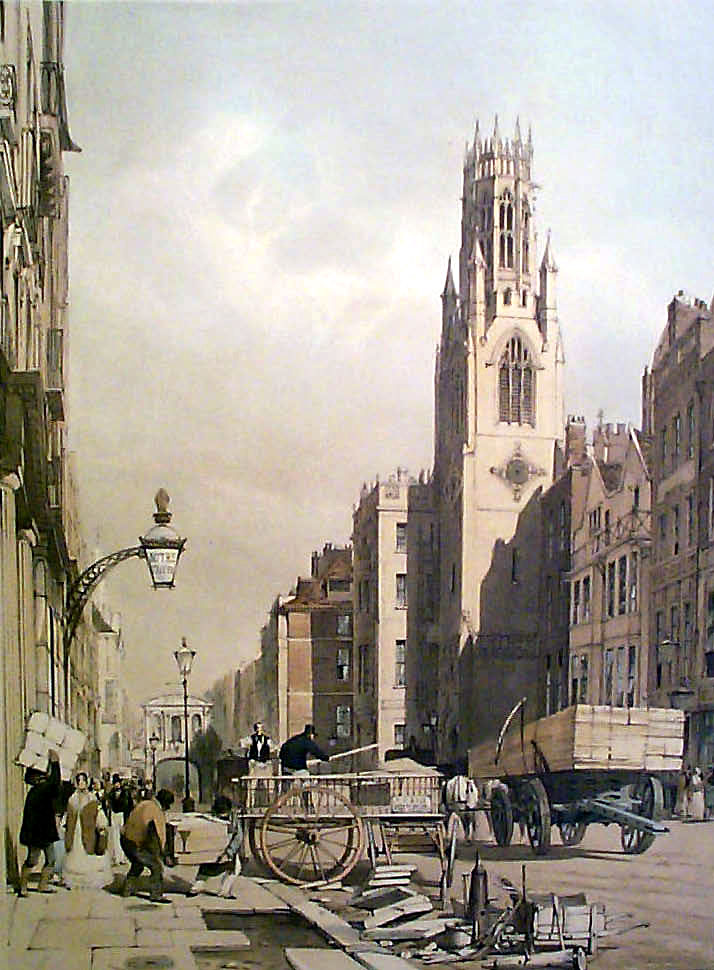
Церковь Св. Данстана-на-Западе, Флит Стрит. 1842

В 1624 году Исаак приобрёл в Лондоне магазин, располагавшийся во втором доме от конца улицы Чэнсери Лэйн, на северной стороне Флит-стрит. Первое время он делил это здание с торговцем трикотажем, а сам занимался торговлей тканями, что было прибыльным делом. Некоторые биографы называют Уолтона торговцем скобяными товарами, но это основано лишь на его членстве в Гильдии Скобарей. Однако по всему видно, что он был всего лишь номинальным членом этой гильдии, нежели фактически занимался такой торговлей. Молодой торговец тканями жил в приходе Св. Данстана, куда в 1624 году был назначен викарием знаменитый поэт Джон Донн, оказавший большое влияние на образ мыслей Уолтона и его мировоззрение. Донн в это время помогал публиковаться молодым поэтам, таким как Майкл Дрейтон и Бен Джонсон, а также сыну Джонсона, поэту и драматургу. Они часто собирались в располагавшейся по соседству «Таверне Дьявола», чтобы беседовать о литературе.

### Женитьба и утраты
В декабре 1626 года в церкви Св. Милдред в Кентербери Исаак обвенчался с 19-летней Рэйчел Флоуд, внучатой племяннице архиепископа Крэнмера. Женитьба ввела Уолтона в круг религиозных мыслителей.
Жизнь молодой семьи была наполнена множеством горестных событий. С 1627 по 1640 года у них родились шестеро сыновей и дочь, и все они умерли во младенчестве. В августе 1640 года скончалась и жена Исаака Уолтона, Рэйчел.

### Университеты
Несмотря на эти тяжёлые утраты, Уолтон активно участвовал в жизни своего района и прихода. Он был присяжным заседателем, помощником муниципального чиновника, членом приходского управления, констеблем, ответственным за помощь неимущим и за чистоту улиц. Примерно в 1630 году Уолтон познакомился с доктором Джорджем Морли, дружба с которым продлилась всю его жизнь. Вместе с Морли он стал посещать собрания группы интеллектуалов, известной как Группа Грейт Тью. Члены группы, в основном англиканские священники, собирались в оксфордширском городке Грейт Тью, в доме виконта Фалкленда. Философией группы было чувство общности и толерантность, исключающие споры и разногласия.

### Гражданская война
В 1642 году вспыхнула кровопролитная Гражданская война, сопровождавшаяся беспорядками и борьбой между сторонниками короля и парламента. В центре Лондона не было места для таких преданных сторонников короля и набожных англикан, как Уолтон. Он говорил: «Жить в Лондоне честному человеку стало опасно». В приходской книге Св. Данстана в августе 1644 года есть запись о собрании для избрания новых членов приходского управления, и одна из причин этих выборов, среди прочих: «Исаак Уолтон недавно покинул приход и уехал жить в другое место». Этим другим местом стал более безопасный сельский пригород Лондона Клеркенвелл. Здесь Уолтон не должен был больше платить штрафы и налоги, введённые в Лондоне для наполнения казны, оплачивавшей расходы на войну парламента с Карлом I.23 апреля 1647 года Уолтон женился на Анне Кен, дворюродной сестре Томаса Кена, впоследствии епископа Бата и Уэльса, поэта и автора церковных гимнов. У них

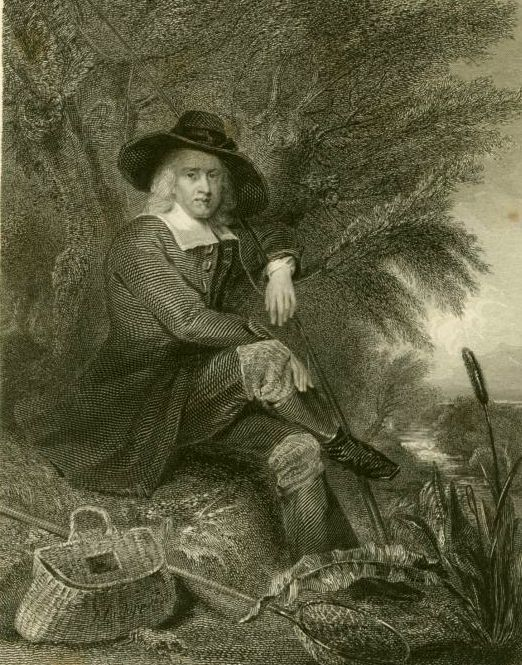
Исаак Уолтон. Рис. Джеймс Инскиппипинкс, гравер Генри Робинсон (1658)

родились трое детей. Дочь Анна родилась 11 марта 1648 года, сын, названный Исааком, был крещён 10 февраля 1650 года лишь для того, чтобы быть похороненным в Клеркенвелле ровно через четыре месяца. Младший сын Исаак появился на свет 7 сентября 1651 года и в тот же вечер был крещён по запрещённому в это время англиканскому обряду в доме Уолтона в Клеркенвелле священником, который не признавал власть парламента и участвовал в тайных собраниях сторонников короля. Дочь Уолтона впоследствии вышла замуж за доктора Хокинса, пребендария Винчестерского собора, а сын Исаак стал каноником собора в Солсбери.

### После войны
В мае 1655 года Уолтон купил ферму Халфхед недалеко от деревушки Шеллоуфорд, в четырёх или пяти милях от Стаффорда. Он приобрел фермерские постройки, конюшни, коровники, сад, двор и девять полей за 350 фунтов стерлингов. Однако Уолтон не намеревался стать фермером. В поместье уже работал арендатор, и Уолтон был счастлив оставить все по-прежнему.1660 год принёс восстановление монархии и возвращение в Англию Карла II с его сторонниками. Среди них был и Джордж Морли, который после восстановления его в должности викария оксфордской Церкви Христа пригласил Уолтона стать её управляющим. Две недели спустя за заслуги перед церковью Морли был назначен епископом Вустершира и вновь пригласил Уолтона. Несмотря на то, что Уолтону уже исполнилось 67 лет, он принял это предложение и вместе с семьей переехал в Вустершир. Здесь в апреле 1662 года умерла его вторая жена. В этом же году Джордж Морли стал епископом Винчестера и вновь предложил пост управляющего делами Уолтону, который в сопровождении дочери Анны и сына Исаака, переехал в Винчестер. Отсюда он ездил на свою ферму возле Шеллоуфорда и на реку Дав, где рыбачил вместе со своим близким другом Чарльзом Коттоном. Не забывал он и родной Стаффорд. В 1672 году, например, он помог местному благотворительному обществу, пожертвовав 22 фунта стерлингов на строительство ограды церкви Святого Чэда, а платежи от сдачи в аренду его сада шли на ремонт местной тюрьмы. Есть особое упоминание о его приезде в Халфхед в один из августовских дней 1676 года, когда он произвел оценку стоимости его девяти полей. Написанная его рукой записка включает расчёты, сколько повозок сена какой из лугов должен давать. Исаак провел бОльшую часть последних лет жизни путешествуя между Винчестерским собором, главной резиденцией епископа в Фарнхам Касле, лондонским домом в Челси и домом его дочери Анны и её мужа доктора Вильяма Хокинса при Винчестерском соборе.

### Завещание и кончина

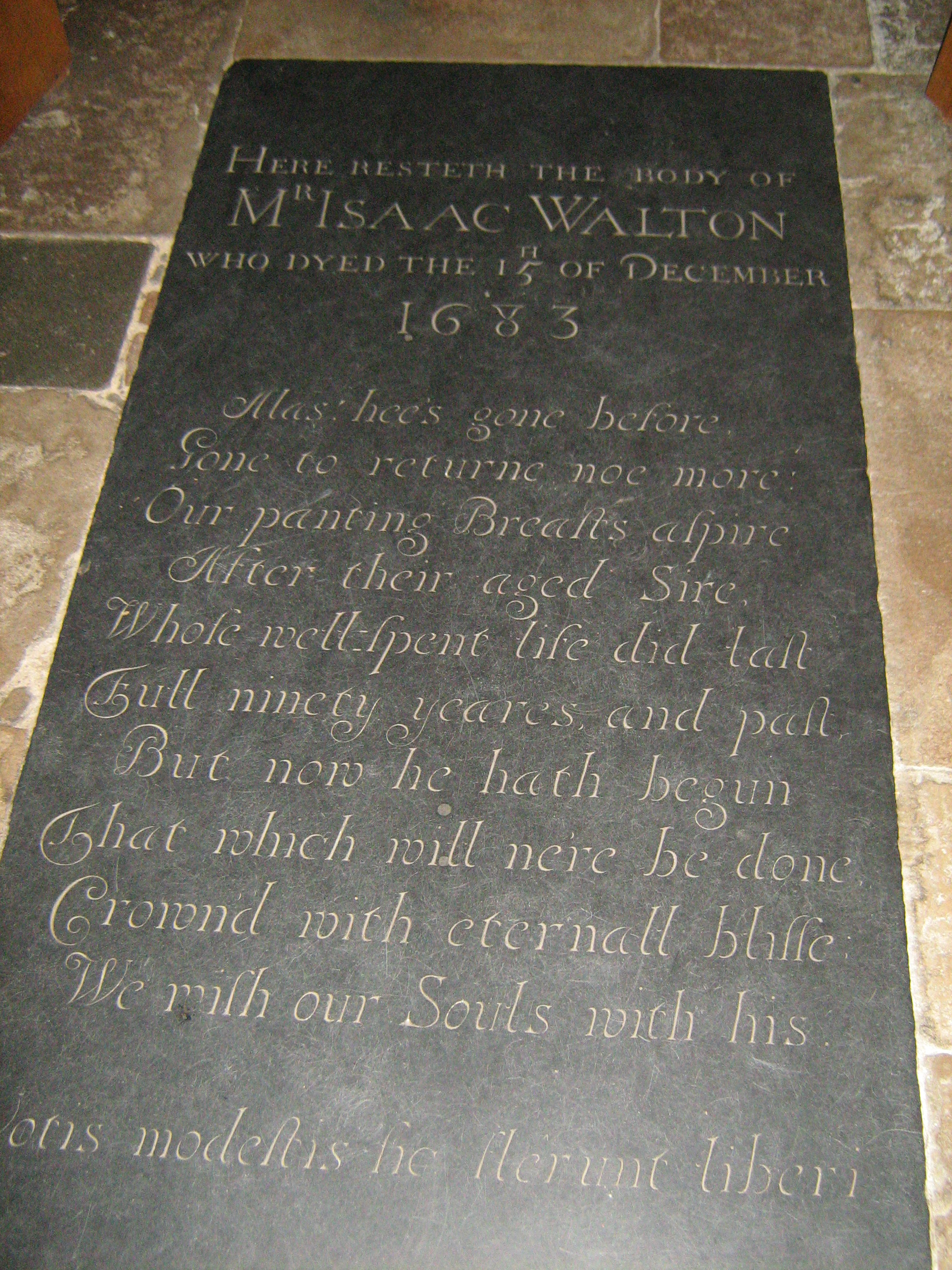
Надгробная плита на могиле Исаака Уолтона в Винчестерском соборе

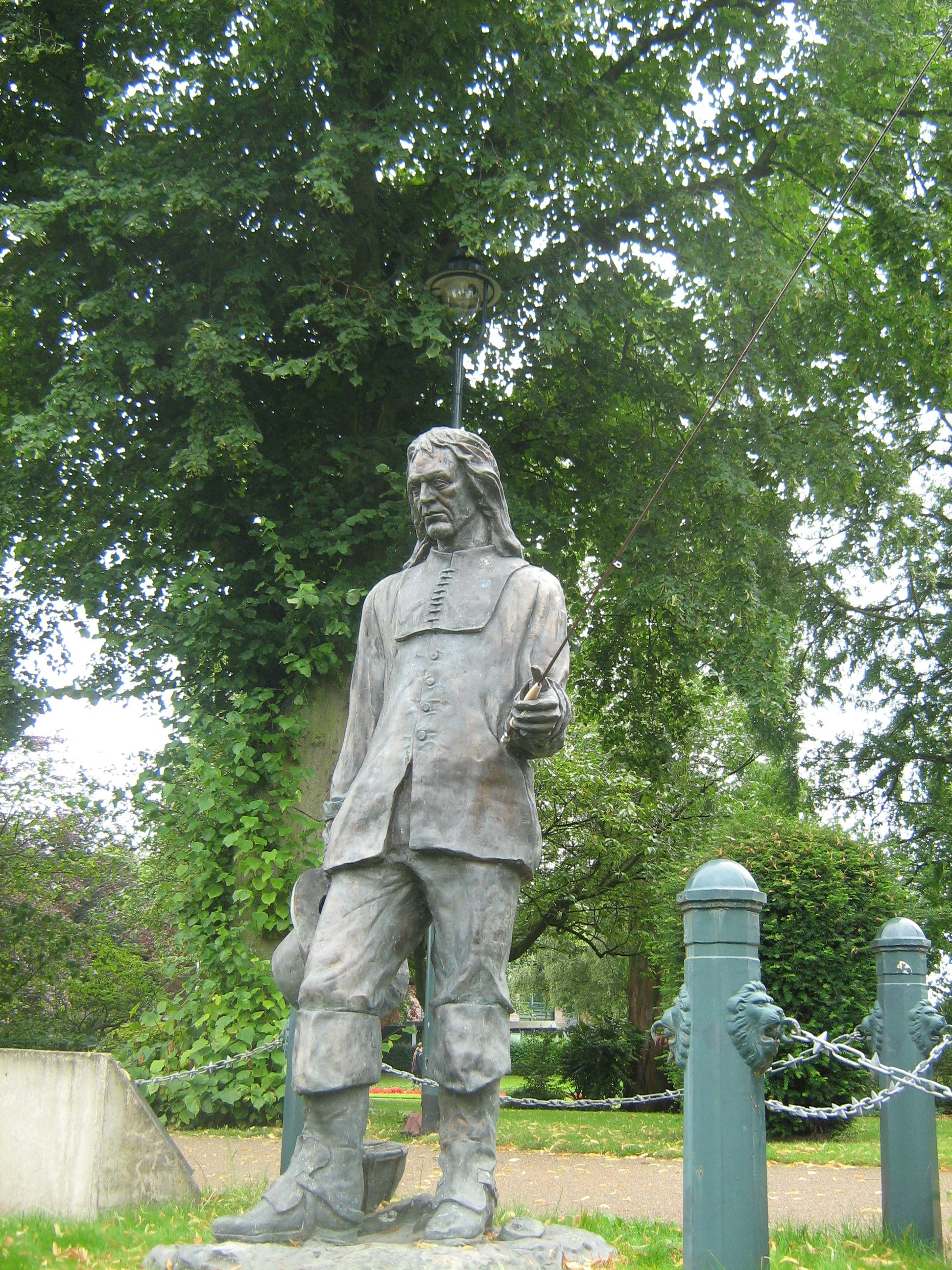
Памятник Исааку Уолтону в Стаффорде. Фото 2012 года

9 августа 1683 года, в день своего 90-летия, Уолтон решил написать завещание. 15 декабря того же года, во время сильных морозов, Уолтон умер в доме своего зятя в Винчестере. Он был без особой пышности погребен в кафедральном соборе, в приделе настоятеля Силкстеда. Среди вещей, упомянутых в завещании, были: одежда из хлопка и шерсти на 10 фунтов, золотые и серебряные монеты на 20 фунтов, лошадь — на 5 фунтов, рыболовные снасти и инструменты на 10 фунтов. Завещание Исаака Уолтона гласило, что два дома, на Патерностер Роу и Чэнсери Лэйн в Лондоне, отходят к его дочери и зятю. Книги в Винчестере и Дроксфорде были им оставлены дочери, кроме немногих, завещанных особо. Некоторые из них можно видеть в настоящее время в библиотеке кафедрального собора Солсбери, каноником которого впоследствии стал младший Исаак Уолтон. Не были забыты друзья и слуги, и, наконец, был составлен длинный список имен друзей и родственников, которые после кончины Уолтона получили траурные кольца с надписью: «Последнее прости от друзей на кончину Исаака Уолтона». Особое кольцо с надписью «Грош за миллион» было вручено епископу Морли. Сыну он оставил большой дом в Фарнхэм Касл, ферму Норрингтон в Гемпшире и ферму Халфхед в Стаффордшире. Последняя была
завещана сыну с условием, что если Исаак до 41 года не женится, то ферма отойдет к муниципалитету Стаффорда и годовой доход от неё будет использоваться для помощи городским беднякам. Это условие вступило в силу в 1694 году, и, таким образом, Уолтон даже после своей кончины долгое время помогал многим поколениям жителей Стаффорда. Каждый год двоих мальчиков из бедных семей отправляли учить ремеслу, невестам вручали один фунт стерлингов на свадьбу, и от пяти до десяти фунтов тратилось на покупку угля для нуждающихся в нём зимой. Его родной город помнит доброту Уолтона и его великодушие — в 1878 в церкви Св. Марии был установлен его бюст. Чуть раньше на берегу реки Соу, текущей через парк Виктории была установлена его бронзовая статуя. Именно в этом месте реки он, скорее всего, рыбачил в детстве. 

### Литературное наследие
Литературная карьера Уолтона началась в 1619 года с написания поэмы «Любовь Амоса и Лауры». Наиболее известными произведения Исаака Уолтона стали жизнеописания известных людей 17-го века и книга «Искусный Рыболов, или Досуг созерцателя»

## «Жизнь Джона Донна»
Великий английский поэт Джон Донн изначально написал восемь своих самых знаменитых проповедей для своего сына, Джона-младшего на случай, если он примет священный сан. Но в 1631 году он решил, что они все же должны быть опубликованы. За несколько дней до смерти он вручил рукописи вместе с другими личными документами своему другу Генри Кингу, который впоследствии стал епископом Чичестера. Исаак Уолтон, знакомый с Кингом с 1624 года, присутствовал при этом событии. Пока неясно, почему Кинг опубликовал лишь одну из проповедей. Это произошло в 1632 году. В 1637 Донн-младший обратился с посланием к архиепископу Кентерберийскому, который по его просьбе запретил дальнейшую публикацию любых произведений Донна без разрешения его сына. Вскоре после этого Донн-младший получил проповеди в своё распоряжение и начал готовить их для публикации.
Генри Уоттон, дипломат и впоследствии ректор Итонского колледжа, долгие годы дружил с Донном и, вполне вероятно, что именно Донн познакомил Уолтона с Уоттоном. У них было общее увлечение — рыбалка. Карьера Уоттона зеркально отражала карьеру Донна, хотя и не на таком высоком уровне. Они встретились в Оксфордском университете, вместе путешествовали, оба были в молодости поэтами и светскими людьми, оба в своё время поступили на государственную службу и, в конце концов, приняли священный сан. Уоттон известен своим знаменитым афоризмом во времена, когда Яков I поручил нему посольство в Венеции — он сказал: «Посол — это честный человек, которого посылают за границу лгать в интересах своей страны». Его наиболее популярной поэмой была поэма «Её величеству, Королеве Богемии», более известная первой строкой: «Вы злее красавицы ночи». Уоттон решил написать биографию своего друга Донна и попросил Уолтона собрать информацию для этого сочинения. У Уолтона для этого были все возможности ведь он лично знал Донна по крайней мере последние 10 лет его жизни и имел возможность пользоваться бумагами, оказавшимися у Генри Кинга. Он старательно выполнил поручение Уоттона и создал черновик биографии Донна, который и послал Уоттону для улучшения и добавления его личных наблюдений. Сэр Генри был известным лентяем, и в 1639 году Уолтон написал ему письмо с напоминанием. Уоттон ответил, что ему трудно взяться за это дело, но он постарается все же сделать это. Однако Уоттон умер менее чем через год после своего обещания. К этому времени проповеди Донна уже были готовы к публикации. Не желая, чтобы они вышли без биографии такого выдающегося человека и писателя, Уолтон решил самостоятельно написать эту биографию, и в 1640 году была опубликована книга, на титульному листе которой было написано: «Проповеди, произнесенные учёным, божественным Джоном Донном, доктором богословия, настоятелем собора Св. Павла в Лондоне. Отпечатано Ричардом Ройстоном в Иви Лейн, и Ричардом Мариотом в Сент-Данстанс, Флит Стрит». Написанное Уолтоном предисловие к этой книге было озаглавлено: «Жизнь и Смерть Доктора Донна, настоятеля собора Св. Павла в Лондоне». В книге не было отдельного титульного листа, но она была в конце подписана — Iz.Wa. (Исаак Уолтон)
Это был литературный шедевр! «Жизнь и Смерть Доктора Донна» и поныне — главный источник для исследователей творчества великого поэта и проповедника. Предыдущие биографии были не больше, чем эскизы на эту тему. Сочинение Уолтона было зрелым, полным важных деталей. Однако необходимо подчеркнуть и то, что потом стало типичным «стилем Уолтона» — образ позднего Донна заслонял и приукрашивал юного Донна. В книге было много неточностей, которые были неизбежны, однако вместе с этим сочинением родился жанр биографии в английской литературе. Если бы Уолтон никогда больше не прикоснулся пером к бумаге, он навсегда остался бы в истории литературы, как «Отец Биографии».
Впоследствии Уолтон расширил и исправил «Жизнь Донна», и она была отдельно опубликовавна в 1658 году. Третье и четвёртое издания появились в сборнике всех биографий, написанных Уолтоном, который теперь широко известен как его «Биографии» (The Lives) (1670—1675)

## «Искусный рыболов»
Уолтон был, несомненно, великий рассказчик. Как мы видим в написанных им биографиях великих людей, у него был талант искать и связывать факты из многих источников и ткать из них увлекательную историю. Однако в его трудах очень мало оригинальных мыслей. Более того, в «Искусном Рыболове» почти нет оригинальной формы изложения или информации. Все найдено в существовавших книгах и рукописях, а также в устных рассказах его современников. Тем не менее, Уолтон использовал свой литературный талант для превращения сухих фактов из многих источников в одну из самых успешных классических книг на английском языке.

### Форма и источники
«Искусный Рыболов» сильно отличался от тогдашних книг о рыбалке, конечно, как и от книг 17-го века о любом другом виде спорта. Вместо того, чтобы вести повествование от третьего лица, Уолтон написал «Искусного Рыболова» в виде диалога. В диалоге участвуют путешествующий рыболов (Пискатор) и попутчик, которого он встретил по дороге (Виатор, то есть путешественник), он превратился во втором издании в Венатора (Охотника), и Ауцепс (сокольник) впервые появившийся во втором издании¸ которому Пискатор преподавал искусство ужения. Книга, по традиции написания английских руководств в предыдущие 250 лет, разделена на четыре части. Классические четыре части начинаются с пролога, где сравниваются разные виды спорта, всегда показывающего «свой» вид спорта в лучшем свете (в случае рыбалки для сравнения приводятся псовая и соколиная охота). За прологом следует глава, где излагаются нравственные, духовные и физические преимущества рассматриваемого вида спорта. Далее идёт описание фактов естественной истории и методов ловли, перечисление необходимых снастей и способов их изготовления. Четвёртая часть всегда была эпилогом, содержащим правила для тех, кто займется этим спортом, и где уделяется особое внимание нравственным основам и повторению тем пролога.

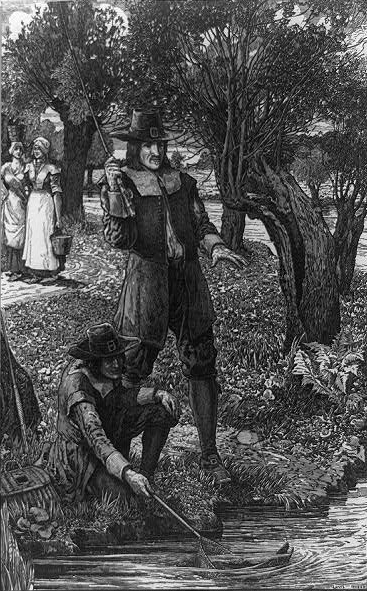
Персонажи книги Уолтона «Искусный Рыболов» Пискатор и Венатор. На заднем плане — встретившиеся им молочницы. Гравюра на дереве Луиса Рида

### Родоначальники стиля
Подход к написанию такого рода книг был впервые представлен в Англии герцогом Йоркским Эдуардом, кузеном короля Генриха IV. Его книга «Хозяин дичи», написанная в 1406 году, была переводом французского сочинения «Книга об охоте» (Livre de la chasse), написанного нескольким годами раньше, примерно в 1390 году, Гастоном III де Фуа. В переводе она получила название «Мастер Игры» в соответствии с титулом автора перевода при королевском дворе. Первая книга о рыбалке была написана несколькими годами позже и точно следовала стилю предыдущей. Её авторство по традиции приписывают Джулиане Бернерс, настоятельнице женского монастыря Сопвелл рядом с собором Сент-Олбанс в Хартфордшире. Это сочинение отпечатал и опубликовал Винкин де Ворд во второй книге Сент-Олбанс в 1496 году вместе с сочинениями о псовой и соколиной охоте, а также геральдике. Оно называлось «Трактат о ловле рыбы на удочку» (Treatyse of fysshynge wyth an Angle). Уолтон писал большую часть своего руководства о ловле рыбы, опираясь, возможно не напрямую, на этот трактат. Это особенно верно в отношении нахлыста, где описание искусственных мушек почти слово в слово взяты из книги Бернерс.
Если даже Уолтон в значительной степени обязан этому трактату, то не обязательно он пользовался самой книгой Бернерс, так как к ней проявляли особый интерес плагиаторы, и Уолтон мог ссылаться на одну из таких вторичных работ. Известно, что он ссылался на книгу Леонарда Маскаля «Книга о рыбалке на крючок и шнур», на поэтическую книгу Джона Денниса «Секреты Рыбалки» и эссе о рыбалке Джерваса Маркхэма в его книге «Развлечения принцев», и все они, по существу, являются перефразированными вариантами трактата Бернерс. Ещё один источник, которым пользовался Уолтон — это «Искусство ужения» Томаса Баркера. Эта книга была впервые опубликована в 1651 году, всего за два года до выходя в свет первого издания «Искусного Рыболова» и, вполне возможно, что Уолтон читал рукопись книги Баркера до её публикации. Книга «Искусство Рыбалки» содержит только оригинальную информацию, и авторство Баркера никем не оспаривается.

### Мировые источники
Обратившись к английским авторам за сведениями о способах рыбной ловли, за фактами из истории природы он обратился к европейским писателям, таким, как Иоанн Дубравий, написавший в 1547 книгу о рыбах на латинском языке и Шарль Этьен, чья книга, тоже на латыни, была опубликована в 1554. Уолтон вряд ли хорошо знал латинский язык, и поэтому, возможно, использовал переводы Черча и Лебо. Одна из книг, на которую ссылается Уолтон при рассказе о рыбе и рыбных прудах, называется «Достоверные эксперименты, касающиеся рыбы и фруктов» Джона Тавенера (1600). Так же, как в упомянутых книгах, посвящённых рыбе и рыбалке, Уолтон заимствовал сведения и у авторов более энциклопедических трудов, где о рыбах говорят как о части животного мира вообще. Главные книги из этой категории — монументальный труд «Исторические животные» Конрада Геснера, выпущенный в Цюрихе в 1558 году, и «История Мира» Плиния, переведённая Холландом в 1601. Меньше Уолтон ссылается на Дю Бартаса, Казобона и Монтеня. Главные английские ссылки в своей книге он делает на «Британию» Кемдена.

### Диалог и первая строка
Ещё одно сочинение, которое использует Уолтон — «Искусство ужения» опубликованное в 1577. Сохранилась всего одна книга и то без титульного листа. Автор был неизвестен до 1955 года, когда Томас Харрисон доказал, что эту книгу написал Уильям Сэмюэль, викарий собора Годманчестер в Хантингдоншире. Книга была написана в виде диалога между двумя персонажами по имени… Пискатор и Виатор. Отсюда Уолтон заимствовал не только форму и имена, но и несколько отрывков текста. И наконец, что наиболее важно — ещё одна книга, также написанная в виде диалога, снабдила Уолтона первой строкой для «Искусного Рыболова». Книга Томаса Мортона «Трактат о природе Господа» (1599) начинается следующими словами персонажа по имени Джентльмен: «Я догнал Вас, Сэр». Уолтон перефразирует: «Пискатор: Наконец-то я догнал Вас, Сэр!» Поскольку читатели часто определяют по первым строкам, хорошая у них в руках книга или плохая, то из всех авторов, вдохновлявших Уолтона, он в самом большом долгу перед Мортоном.

### Превращение сухих фактов в книгу
То, что делает «Искусного Рыболова» такой особенной книгой — пасторальные картины, афоризмы, анекдоты, шутки и тому подобное — собрано из многочисленных источников. Уолтон опирается на Библию и другие религиозные сочинения, очень хорошо известные ему, но кроме этого изучает театр, музыку, кулинарию, поэзию и медицину и даже обычаи «дна жизни». Безграничный кругозор — вот что позволило ему «сконструировать» такую яркую книгу, исключительные литературные достоинства которой резко выделяли её на фоне произведений современников, книгу столь высокого качества, что равных ей мало во всей английской литературе, не говоря уже об узкой сфере литературы о рыбалке.

### Эволюция «Искусного Рыболова» с 1653 по 1676 гг.
Совершенно ясно, что Исаак Уолтон не считал, что «Искусный Рыболов» — это книга, которая будет иметь какое-то особое значение для широкой публики. К такому заключению приводят три факта. Во-первых, он не посчитал нужным включить книгу в государственный регистр. Во-вторых, он не стал помещать своё имя на титульном листе. Фактически, имя Уолтона не появлялось на титульных листах вплоть до пятого издания в 1676 году и, предположительно, оно было туда помещено только потому, что это издание состояло из произведений нескольких авторов. И наконец¸ обложка книги была сделана из овечьей кожи. Эта кожа, если её специальным образом не обработать, в 17 веке обычно использовалась для переплета самых дешевых, наиболее недолговечных изданий, подобных современным книгам в мягкой обложке. Книги, которые предполагалось хранить долго, снабжались обложками из телячьей или козлиной кожи. Однако книга было достаточно широко отрекламирована. Первые объявления о выходе «Искусного Рыболова» появлялись в газете «The Perfect Diurnall» в течение недели с 9 по 16 мая 1653 года. Текст был следующим: "Вышла книга ценой в 18 пенсов, названная «Искусный Рыболов, или Досуг Созерцателя — беседа о Рыбе и Рыбалке. Стоит прочесть большинству рыболовов. Написана Iz.Wa., а также пьеса об Испанском Цыгане, до сих пор не публиковавшаяся. Обе книги отпечатаны для Ричарда Мариота и будут продаваться в его магазине на церковном дворе Сент-Данстан, Флит Стрит». За этим объявлением последовали и другие. Газета «The Mercurius Politicus» с 19 по 26 мая опубликовала его с добавлением. Точная дата выхода книги неизвестна, однако первым её купил некто Томпсон, о чём он и написал на титульном листе, указав дату — 20 мая. То есть вполне достоверно, что книга вышла в мае, и это совпало с месяцем, в котором в самой книге совершается прогулка от Тоттенхем Хай Кросс вверх по реке Ли к Уэйру. Когда была закончена рукопись «Искусного Рыболова», неизвестно. Если исходить из того, что Уолтон посвятил эту книгу Генри Уоттону, то он скорее всего начал писать её в начале 1639. Затем он, возможно, посчитал эту книгу не такой важной по сравнению с биографиями знаменитых людей, которые писал, и отложил «Искусного Рыболова», чтобы их закончить. Он упоминает книгу «Искусство ужения» Томаса Баркера, и это говорит о том, что он ещё писал «Рыболова» по крайней мере до 1651 года, когда книга Баркера была опубликована. Возможно, конечно, и то, что он закончил работу над текстом несколько раньше, а рукопись книги Баркера читал до её выхода. «Искусный Рыболов» был опубликован его постоянным издателем Ричардом Мариотом, который, кстати, опубликовал все пять изданий книги.

#### Первое издание 1653
Первое издание отпечатал печатник Мариота Том Максей, хотя складывается такое впечатление, что Уолтон все время находился в типографии, чтобы видеть своё произведение в печати и лично вносить правки. Есть две основные причины утверждать это. Во-первых, деревянная гравюра на странице 71 (ошибочно пронумерованной как 81) была перемещена после того, как были отпечатаны первые несколько копий, предположительно, чтобы страница лучше выглядела. Новое положение — в центре текста — противоречило тогдашним правилам книгопечатания. Маловероятно, что печатник мог сделать это самостоятельно. Во-вторых: когда в конце 13 главы вместо «счастье» было напечатано «соперничество», ошибка была тут же исправлена:
А так как счастье — вечный пилигрим
То лишь на небесах я встречусь с ним
Почти наверняка печатник поместил бы эту ошибку в список опечаток нежели стал тратиться на исправление набора. С другой стороны, если ошибка полностью меняет смысл стихов, автор должен настоять на немедленном исправлении.
А вот ещё одна загадка — колонтитул на каждой странице книги — The Complete Angler, а название на титульном листе — The Compleat Angler, что неверно. Наиболее вероятно, что картуш титульного листа был выгравирован с ошибкой, но поскольку гравировать новый картуш заново было бы очень дорого, Уолтон разрешил использовать его как есть.
```
В первом издании 246 страниц, разделенных на 13 глав, а украшением служат шесть виньеток с изображением рыб. Оно посвящено владельцу поместья Мэдлей Мэнор в Стаффордшире Джону Оффлею и предваряется обращением к читателю и оглавлением перед основным текстом. Это издание включает также две страницы нот для исполнения «Песни Рыболовов» на два голоса.
```

#### Второе издание 1655
Для второго издания в 1655 году Уолтон практически всю книгу переписал. Текст бы изменён, частью исправлен и расширен до 355 страниц, разделенных на 21 главу. Были добавлены четыре новые изображения рыб. В начальной сцене у Тоттенхем Хай Кросс появился новый персонаж Ауцепс (сокольник). Это сильно увеличило первую главу. Было добавлено много фактов из истории природы и больше песен для развлечения читателя. В начале издания появились стихи друзей Уолтона, рекомендующие эту книгу. Все это было добавлено, чтобы сделать «Рыболова» более полным руководством по ужению.

#### Третье издание 1661,1664
В третьем издании Уолтон вновь внёс определённые изменения. Предисловие стало более грустным в связи с тем, что умерли компаньоны Уолтона по рыбалке Нэт и Р.Роу, а текст был литературно обработан. Инструкций по рыбной ловле на этот раз было добавлено совсем мало, кроме послесловия о законах, касающихся рыбалки. Печатник Мэксей умер вскоре после выхода второго издания, и типографией Мариота теперь заведовал Джон Грисмонд Второй. Издание вышло дважды. Первый раз в 1661 году и было продано как обычно Мариоттом у Сент-Данстана. Второй выпуск третьего издания в 1674 году приобрел новый титульный лист, на котором было указано, что теперь книгу продает Саймон Грейп у Внутренних Ворот Храма, из чего можно заключить, что Мариот перестал продавать книги самостоятельно.

#### Четвертое издание 1668
Четвёртое издание 1668 года было фактически копией третьего с небольшими типографическими коррективами. Оно было отпечатано очень плохо, возможно потому, что в Большом Лондонском пожаре, который произошёл двумя годами ранее, сгорело типографское оборудование. Имени печатника в этом издании не указано, но сравнивая с другими изданиями, приходишь к выводу, что это, возможно, Сара Гриффит. Фактически, необходимость этого четвёртого издания возникла в связи с гибелью книг в том же Большом Пожаре. В это время книгу продавал Чарльз Харпур «по соседству с „Короной“ возле „Сержант Инн“ на Чэнсери Лейн». Это единственное издание из напечатанных при жизни Уолтона, в котором нет никаких признаков его личного наблюдения за выпуском.

#### Пятое издание 1676
При подготовке издания 1676 года книга подвергалась серьёзной ревизии. Сочинение было вновь расширено, но пересмотр на этот раз более касался религиозных частей, которые по большей части не имеют отношения к «чудесам» и «удивительным рыболовным историям».

### Чарльз Коттон и его вторая часть книги
Уолтон, по его собственному заявлению, не был знатоком ловли рыбы нахлыстом. Поэтому, чтобы сделать свою книгу полезной для более широкого круга рыболовов, он попросил своего друга поэта Чарльза Коттона, владельца поместья Бересфорд в Дербишире, написать несколько глав. После некоторого промедления Коттон в течение двух недель написал книгу, которую назвал «Как ловить форель и хариуса в прозрачной воде». Эта книга также написана в виде диалога, и была первым трактатом, посвящённым ловле форели. По форме она повторяет книгу Уолтона и начинается встречей путешественника с опытным рыболовом (самим Коттоном). Они вместе приезжают в дом Коттона на берегу реки Дав, где гость в течение трёх дней учится ловить форель в прозрачной воде. Коттон послал рукопись Уолтону, а не Мариоту, что ещё раз доказывает, что Уолтон вновь лично наблюдал за печатанием очередного издания своей книги. Судя по письму Уолтона Коттону, рукопись была отправлена в набор без каких-либо изменений, что говорит о большом уважении Уолтона к творчеству друга. После небольшой переписки между двумя авторами обе книги были изданы под одной обложкой с названием «Искусный Рыболов». Каждая часть была снабжена своей титульной страницей. Имя Уолтона появилось на титульном листе впервые. На титульном листе книги Коттона помещена монограмма инициалов двух друзей, но имени Коттона нет.

### Долгая жизнь «Рыболова»
Пятое издание было последним, опубликованным при жизни Уолтона. После четверти века большого успеха книги у читателя популярность её умерла вместе с автором. После этого «Искусный Рыболов» не публиковался в течение 75 лет. Её опубликовали только в 1750 году по инициативе доктора Сэмюэля Джонсона под редакцией Мозеса Брауна. Это издание содержит несколько грубых ошибок в предисловии и само вышло не очень изящным. С ним соперничает издание, выпущенное в 1760 году с отличной биографией Уолтона и Коттона под редакцией следующего редактора из круга доктора Джонсона — Джона Хокинса. Это издание было очень успешным и выходило несколько раз. «Искусный Рыболов» был переиздан 10 раз в 18-м веке, 117 раз в 19 веке и почти 40 раз в 20-м веке. К счастью, «Рыболова» печатают до сих пор. Уже более 550 изданий и перепечаток увидело свет, а с появлением технологии «печать по требованию» количество изданий знаменитой книги вновь стремительно растёт. Широко представлены цифровые версии многочисленных изданий «Искусного Рыболова» и в интернет-магазинах.

### Уолтон и его книга в памяти потомков
Чарльз Диккенс использует имя Исаака Уолтона в «Повести о двух городах», где главному герою кладбищенские воры представляются рыболовами. Жюль Верн в «Таинственном острове» пишет: «Он остановил Герберта недалеко от гнезд и здесь подготовил свою ловушку со всей тщательностью истинного ученика Исаака Уолтона». Уолтон упоминается в «Собрании благородных дам» Томаса Харди(1891), где его отношение к рыбе сравнивается с отношением семьи Петрик к аристократии. Зейн Грей упоминает Уолтона в рыболовной истории, где Альфред Кларк говорит: «Я не знаю ни одной девушки, которая интересовалась бы рыбалкой», на что Бетти отвечает: «Теперь одну вы знаете. Я люблю старого доброго Исаака Уолтона. Вы, конечно, читали его книгу?» Джесс Моури упоминает Исаака Уолтона в своём романе «Рыцари Креста», где умный раб описывает хозяина, как «ученика Исаака Уолтона». Уолтон является действующим лицом в рассказе «Крючки Бога» (God's Hook!) Говарда Валдропа (1982). В знаменитом бестселлере «Река Вай» Дэйвида Джеймса Дункана (1983) «Искусный Рыболов» упоминается, как наиболее почитаемая книга в доме Гуса Орвистона. Его родители, постоянно цитируя Уолтона, спорят о том, на какую приманку лучше ловить — искусственную или натуральную. Уолтон появляется как Пискатор в романе «Серебряный замок» Джона Майерса и под своим именем в романе «Самомнение» Мэри Новик. Уолтон упоминается в повести Нормана Маклина «Там, где течет река», и отсюда переходит в знаменитый фильм с тем же названием. У Бена Бовы в его «Пропасти», первой книге «Войны Астероидов», есть персонаж под именем Исаак Уолтон, о котором говорят, что он прилетел на Луну, чтобы спастись от рыболовных шуток. В романе Донны Тартт «Тайная история» есть персонаж Банни, ошибочно связывающий Уолтона и Джона Донна с «метахемерализомом». В 1946 году в триллере «Ужас ночи» Шерлок Холмс, садясь на поезд, увидел инспектора Лестрейда, садящегося на тот же поезд с удочками в руках, и сказал доктору Ватсону, что Лестрейд — отличная имитация Исаака Уолтона. Ларс фон Триер назвал первую часть своей «Нимфоманки» (2013) «Искусный Рыболов» и использовал текст Уолтона в качестве первого лирического отступления в фильме. Рекламный и строительный магнат Бэррон Коллиер основал в 1908 году «Нахлыстовый клуб имени Исаака Уолтона» на своём курортном острове Узеппа возле Форта Майрес во Флориде. В 1922 году в Чикаго была создана Лига Исаака Уолтона, являющаяся сегодня самой большой природоохранной организацией США.

## Переводы
Уолтон И. Искусный рыболов, или Медитация для мужчин / Автор перевода с англ. Владимир Абарбанель. М.: Астрель; АСТ, 2010. 347 с. ISBN 978-5-17-066286-9, ISBN 978-5-271-27395-7
Уолтон И. Искусный рыболов, или Досуг Созерцателя / Автор перевода с англ. Владимир Абарбанель. Издание 2-е, исправленное и дополненное.
Опубликовано на Google Play https://play.google.com/store/books/details?id=BLZeAwAAQBAJ
Уолтон И. Искусный рыболов, или Досуг Созерцателя / Автор перевода с англ. Владимир Абарбанель. Издание 3-е, исправленное и дополненное.http://www.ozon.ru/context/detail/id/138218135/
Уолтон И. Искусный рыболов, или Досуг Созерцателя / Автор перевода с англ. Владимир Абарбанель. Издание 4-е, исправленное и дополненное. Рипол Классик, 2021

## Фотогалерея

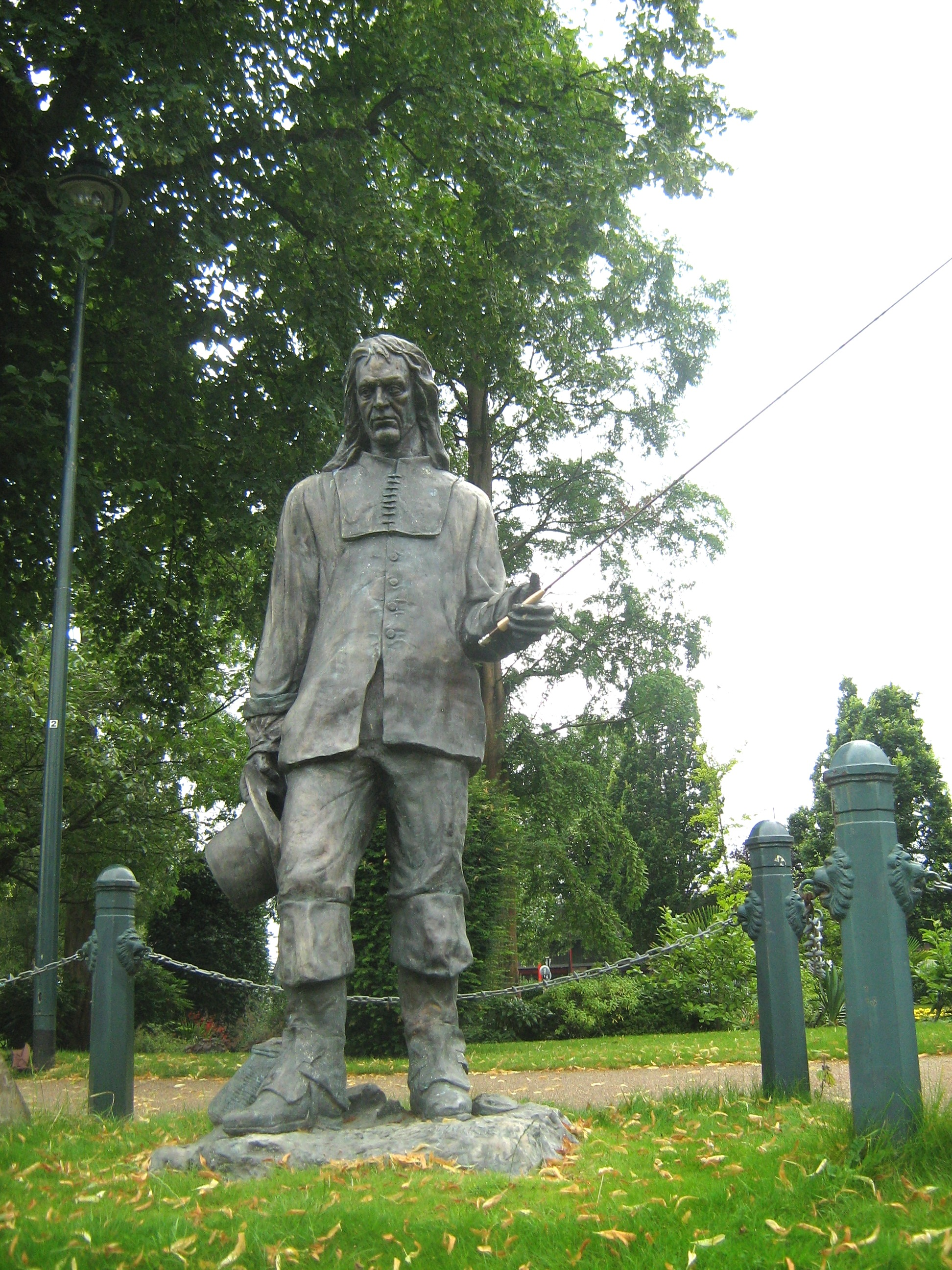
Памятник Исааку Уолтону в парке Стаффорда, на берегу реки Соу
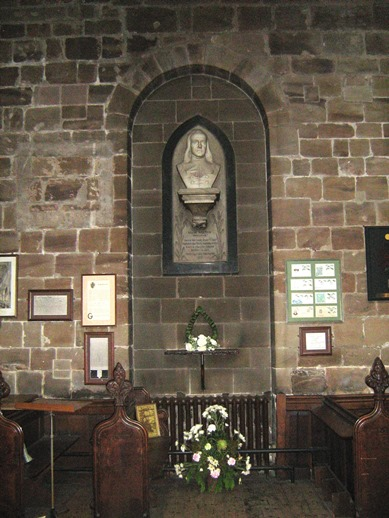
Бюст Исаака Уолтона в храме Св. Марии в Стаффорде
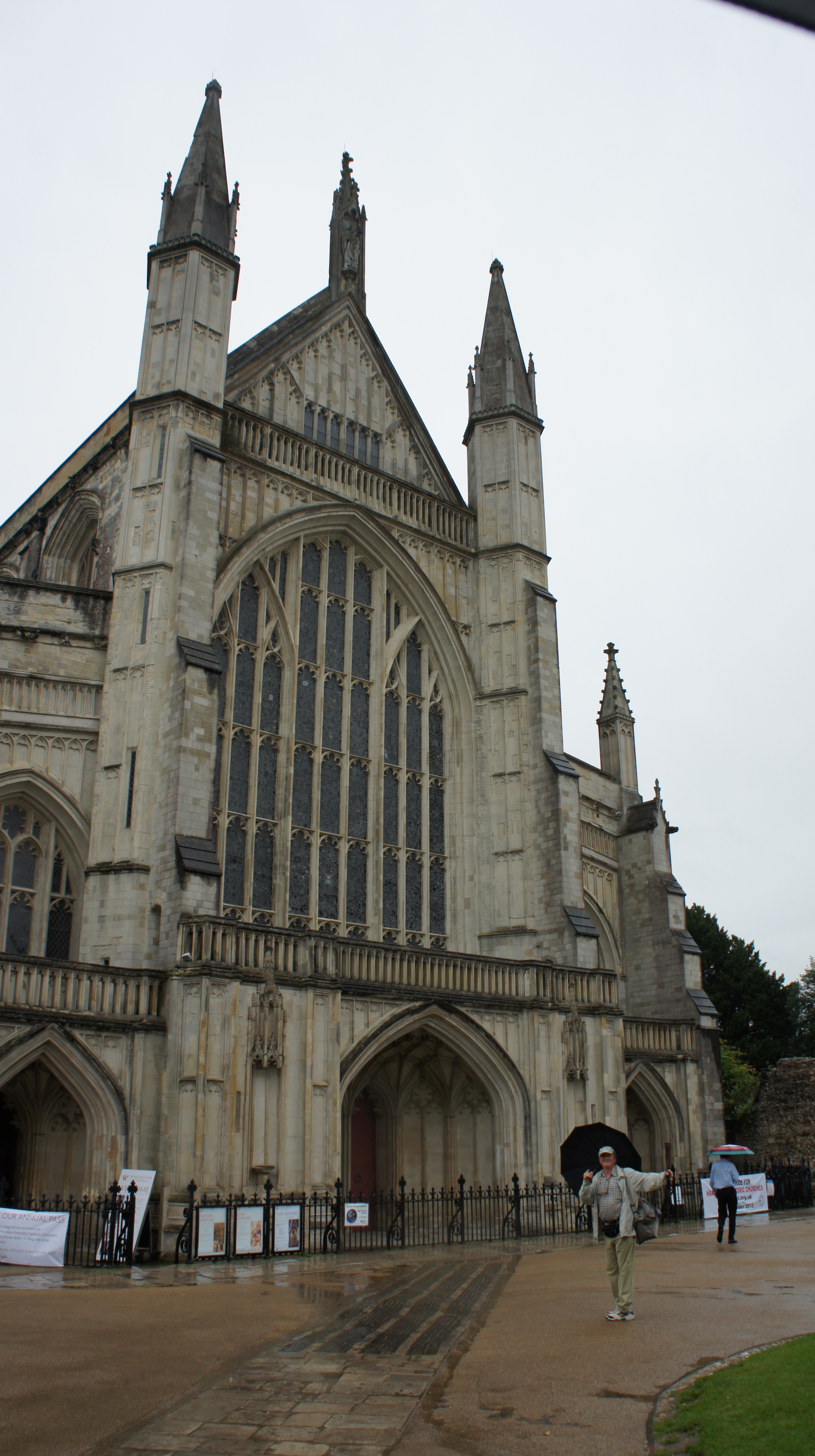
Винчестерский собор
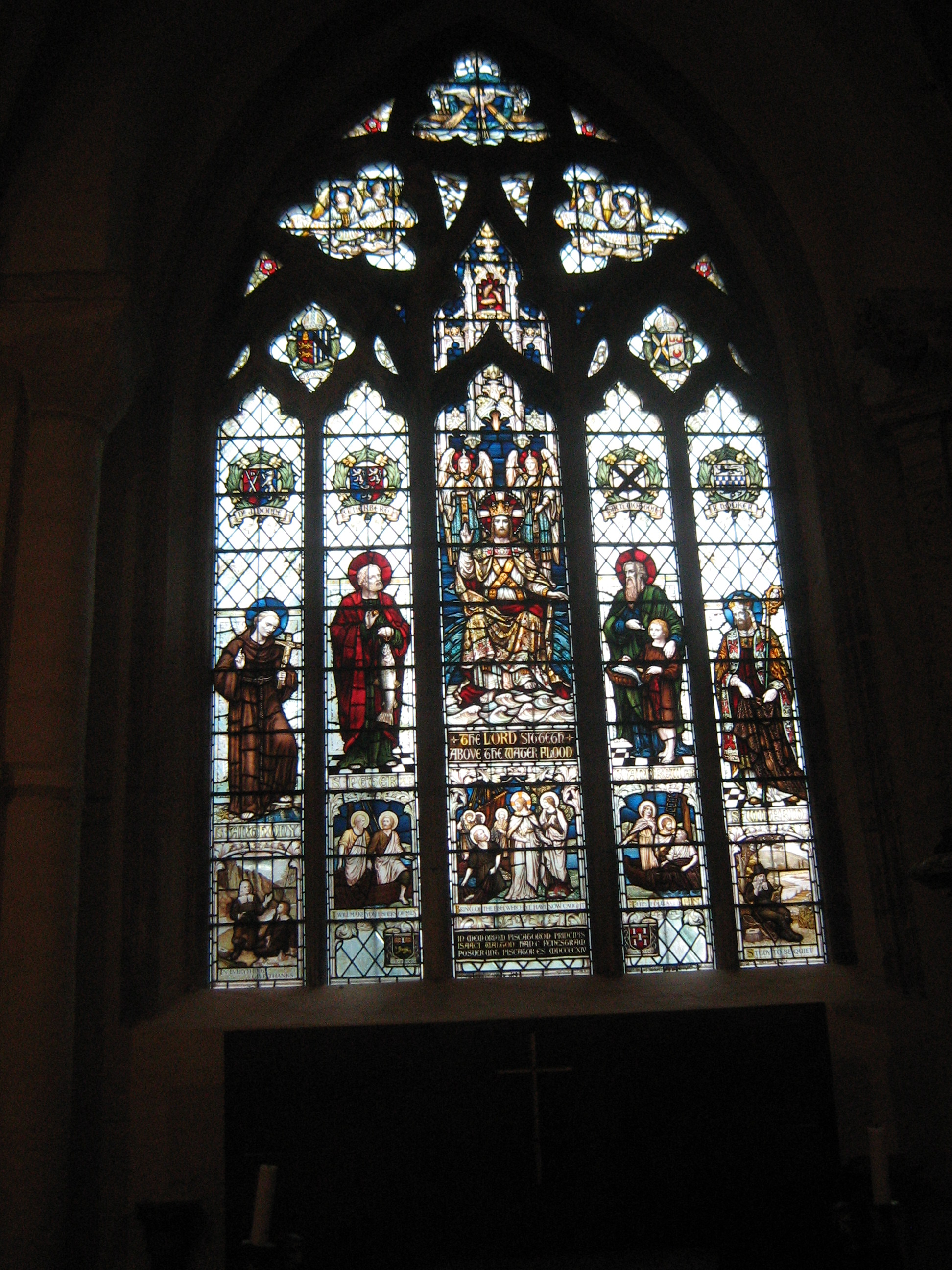
Витраж в часовне Винчестерского собора, где похоронен Исаак Уолтон
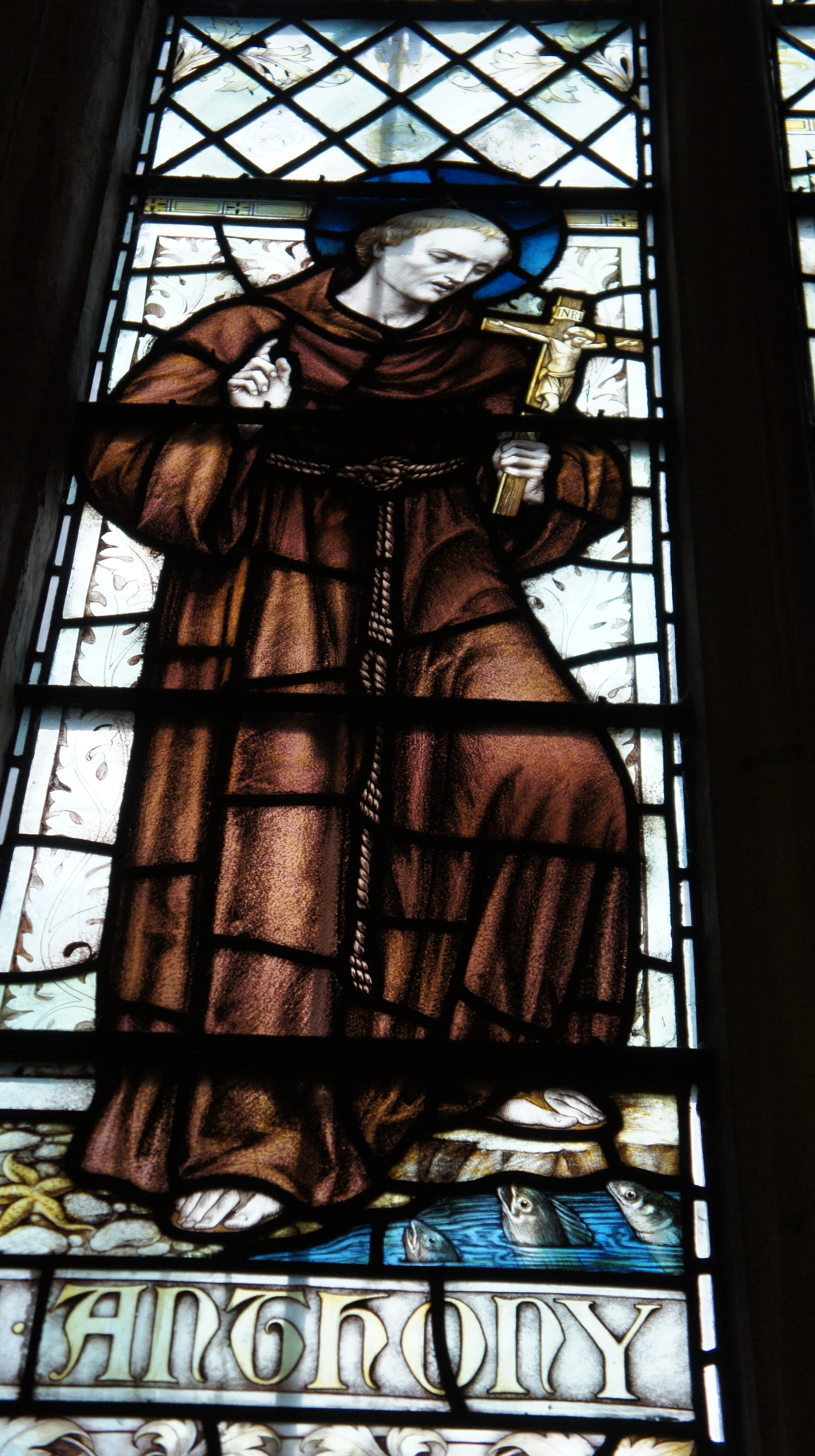
Св. Антоний и рыбы
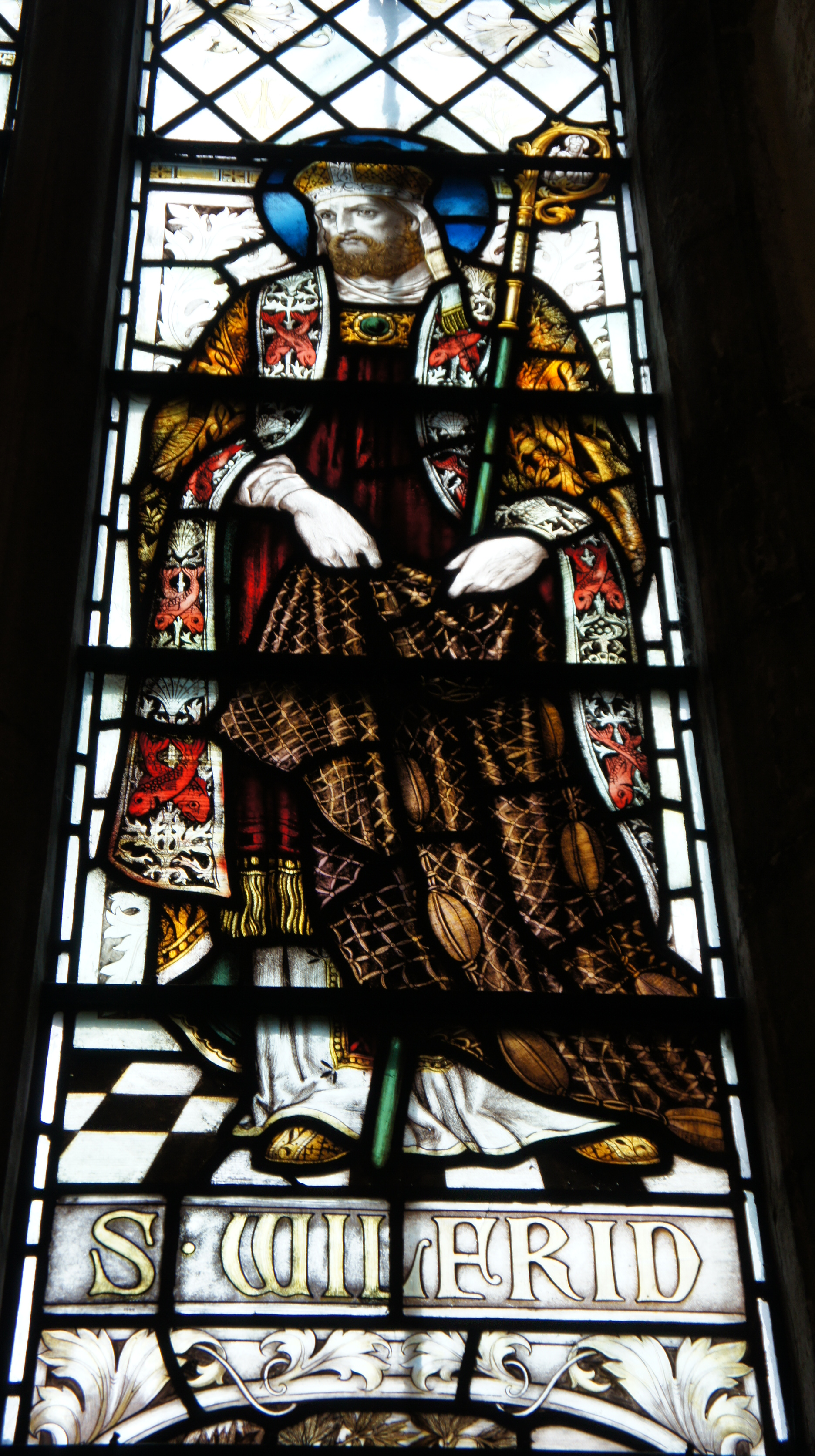
Св. Уильфрид с сетью
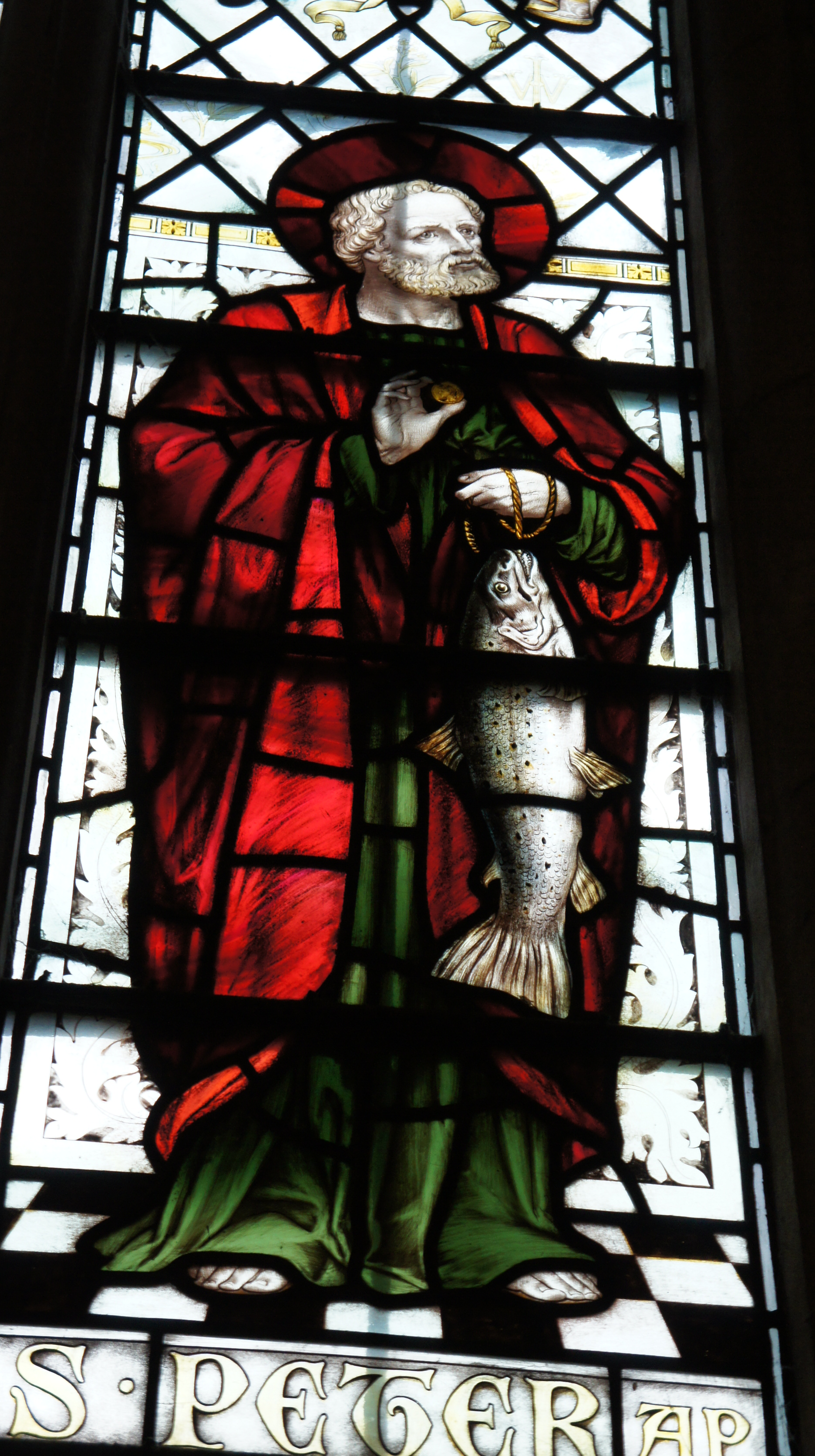
Св. Петр с уловом
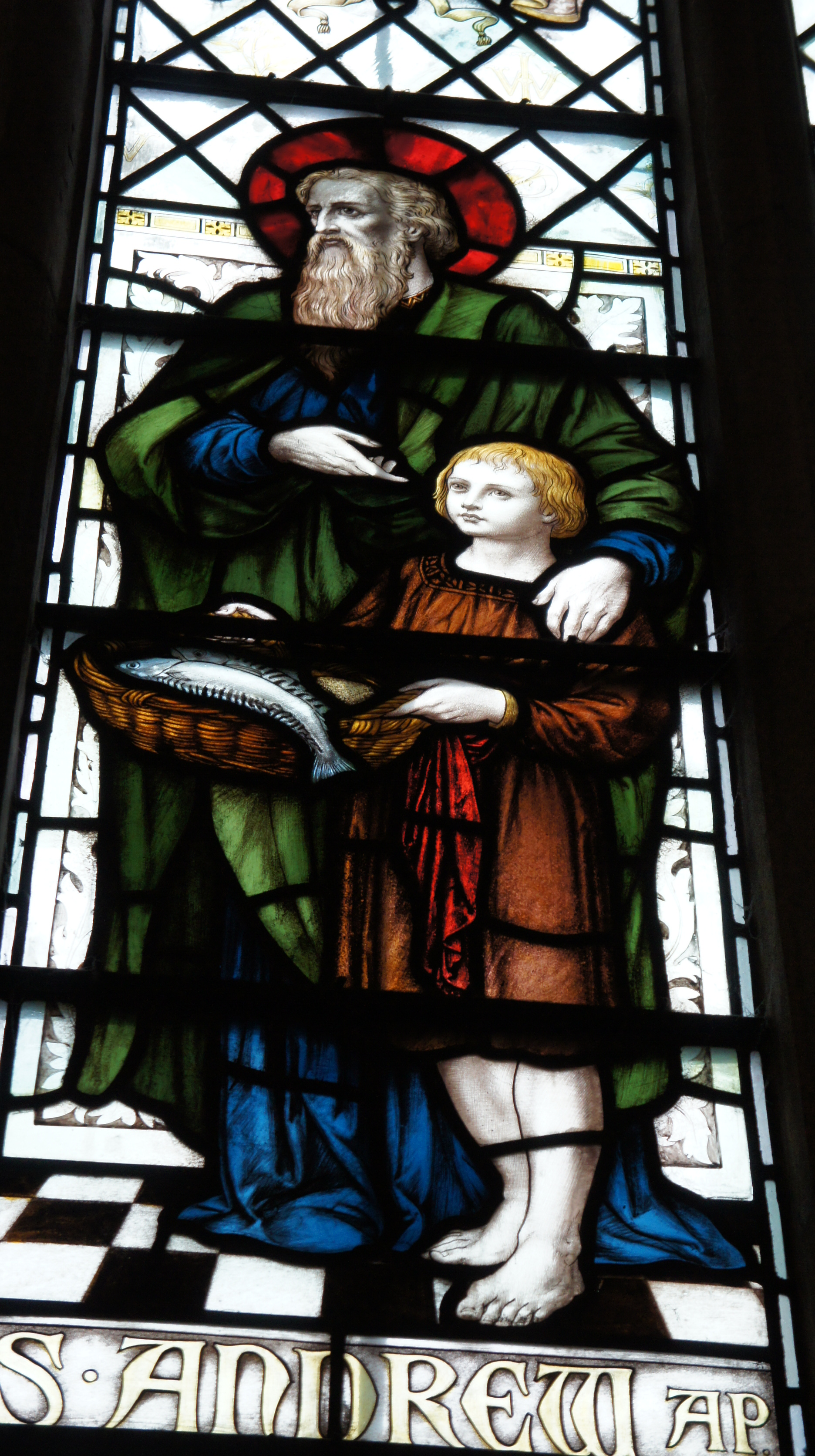
Св. Андрей с рыбой
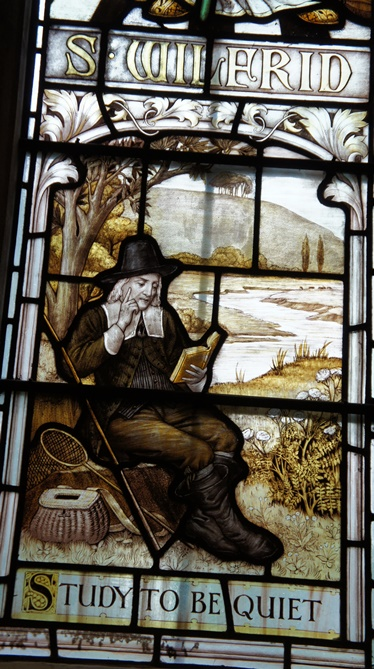
Портрет Исаака Уолтона на витраже Винчестерского собора
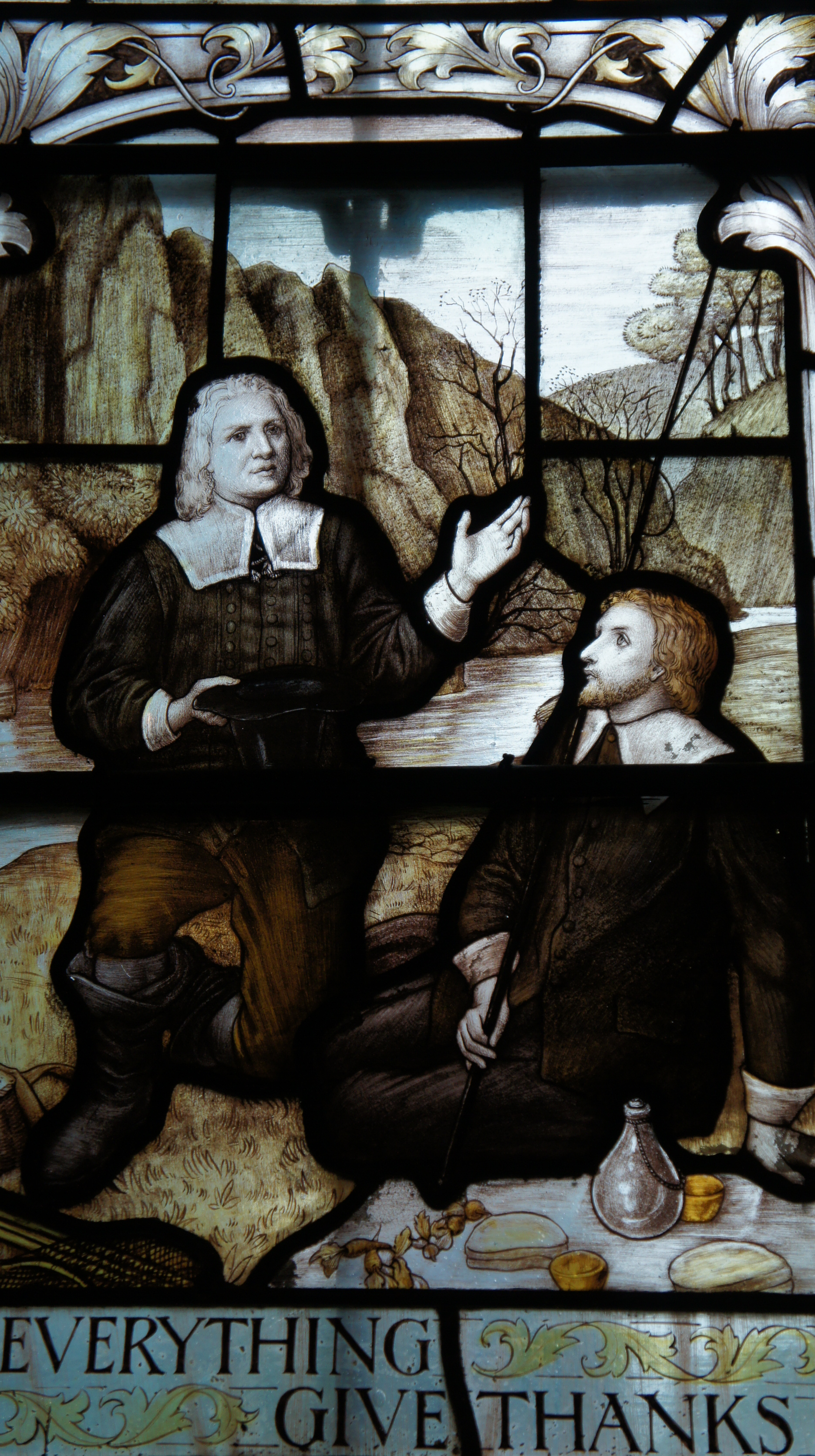
Пискатор и Венатор
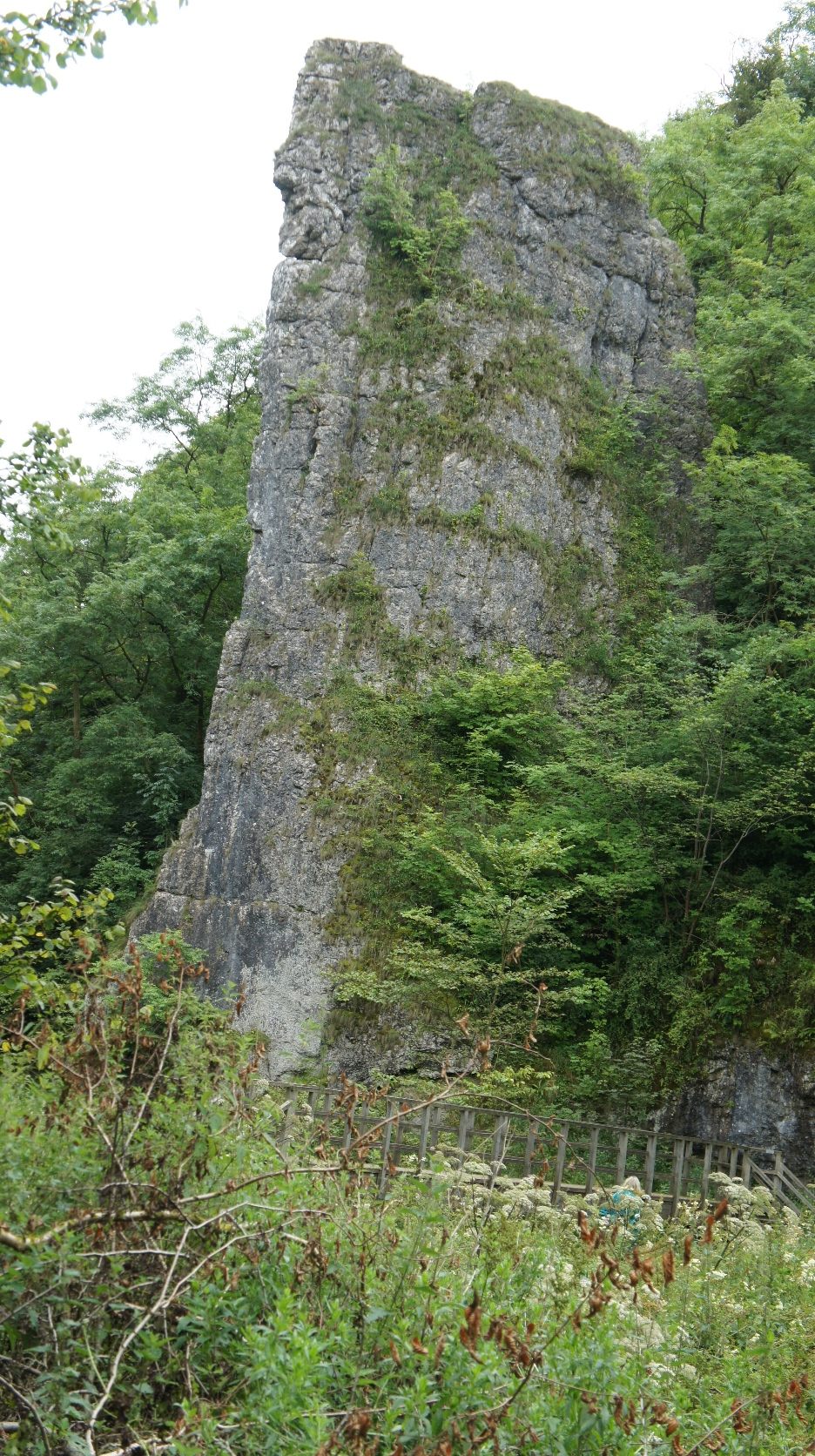
Скала Айлэм Рок на берегу реки Дав
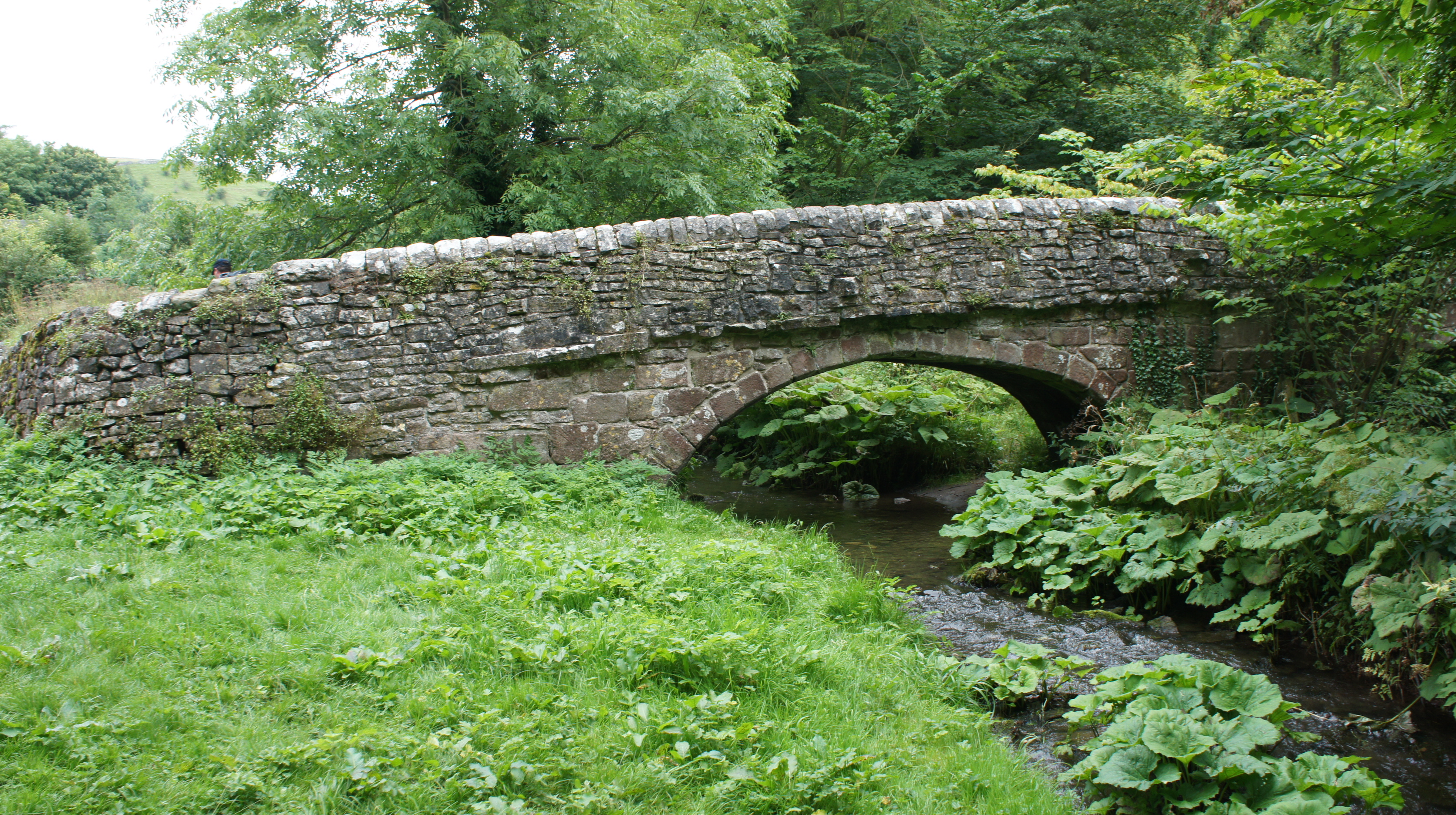
"Мост Виатора", описанный Чарльзом Коттоном во второй части "Искусного Рыболова"
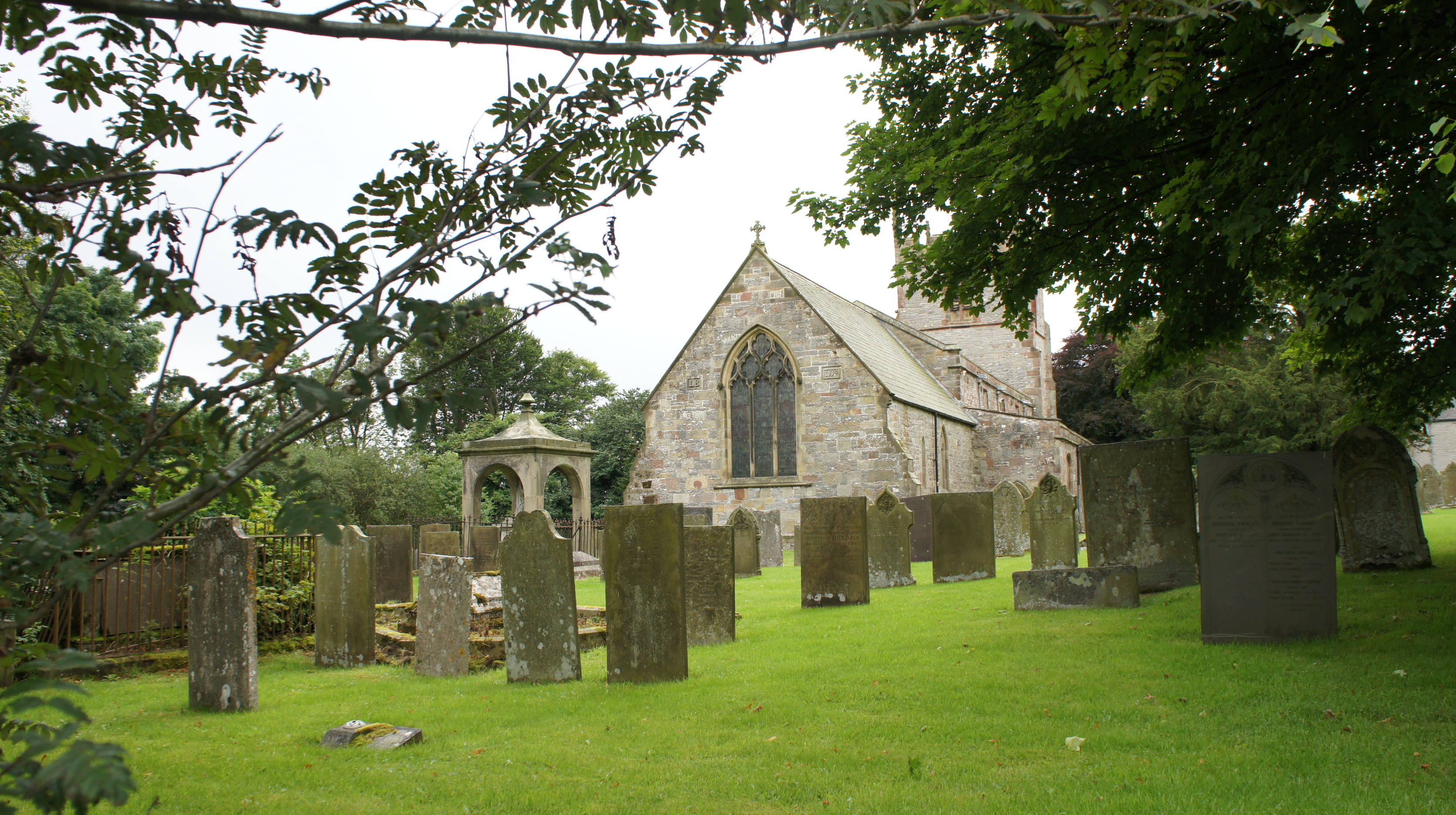
Церковь Св. Марии в Алстонфилде
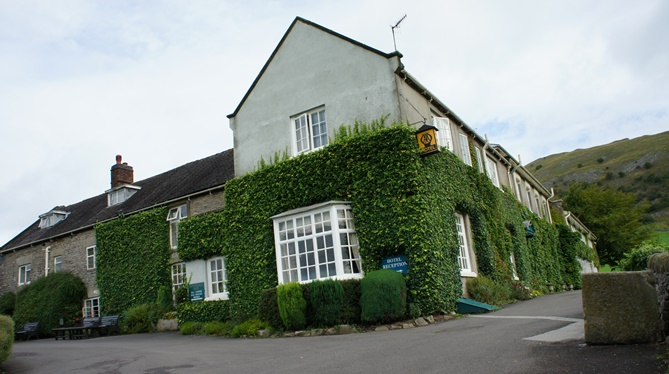
Отель "Исаак Уолтон" рядом с рекой Дав
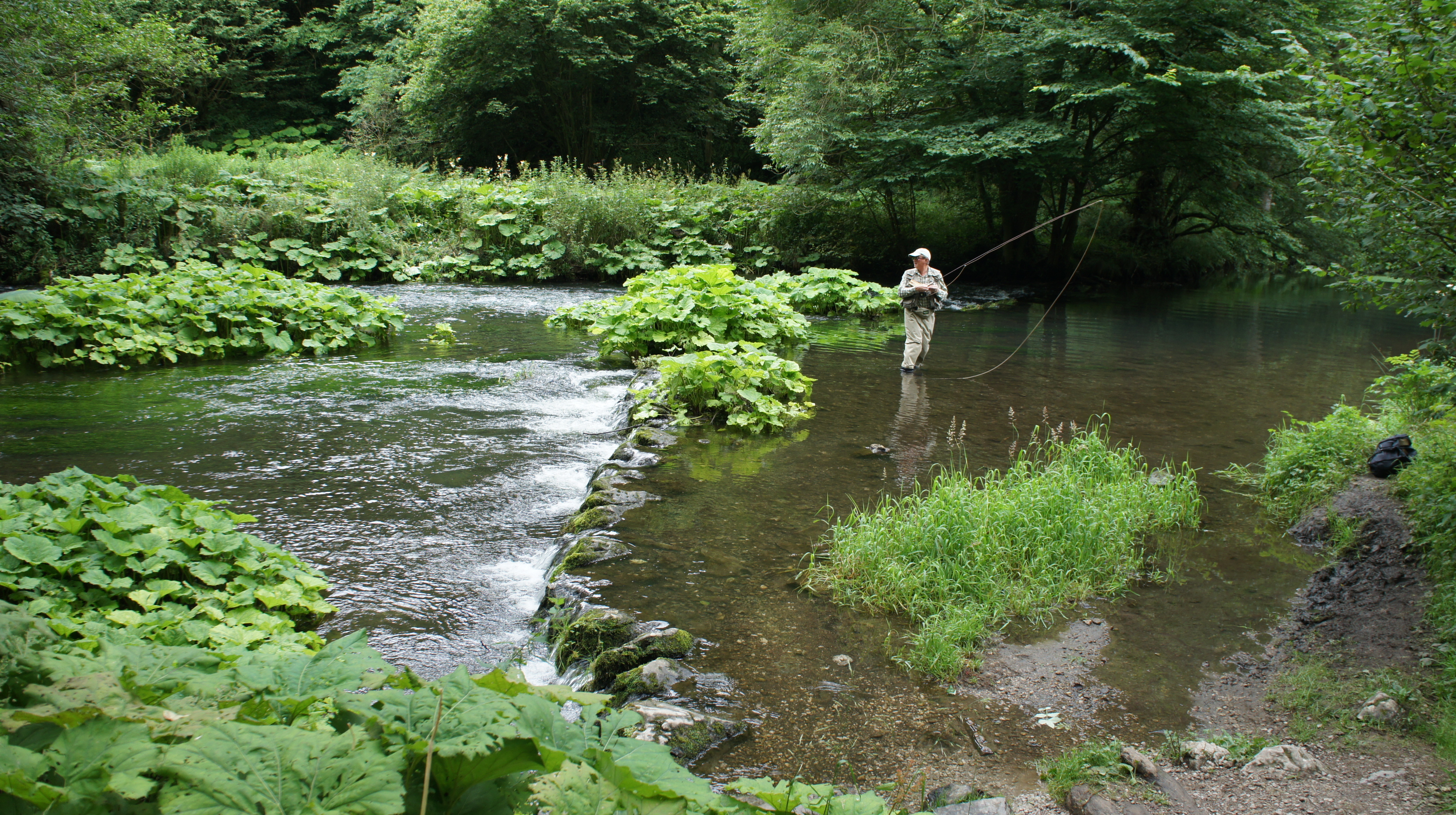
Река Дав - здесь рыбачили Исаак Уолтон и Чарльз Коттон
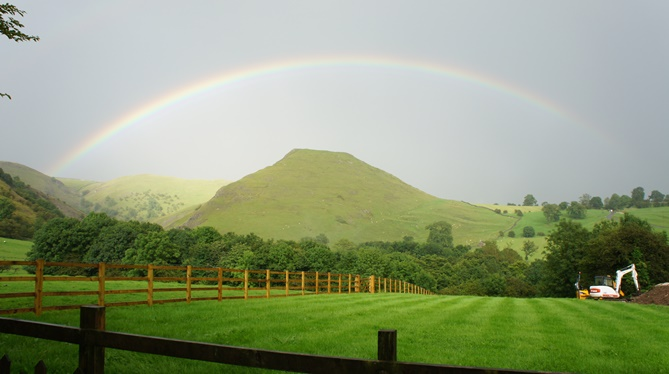
Радуга над холмом Торп Клауд
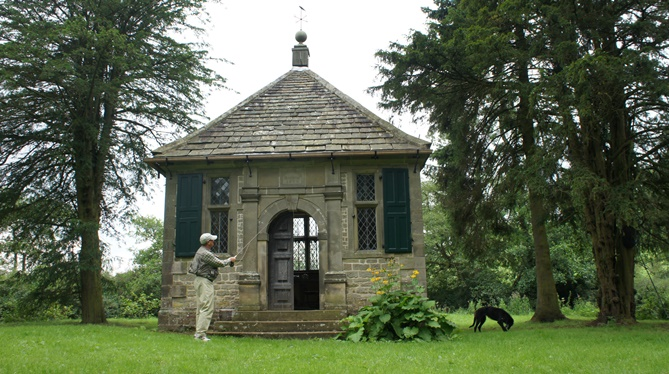
"Храм Рыболовов"- рыболовный домик Чарльза Коттона
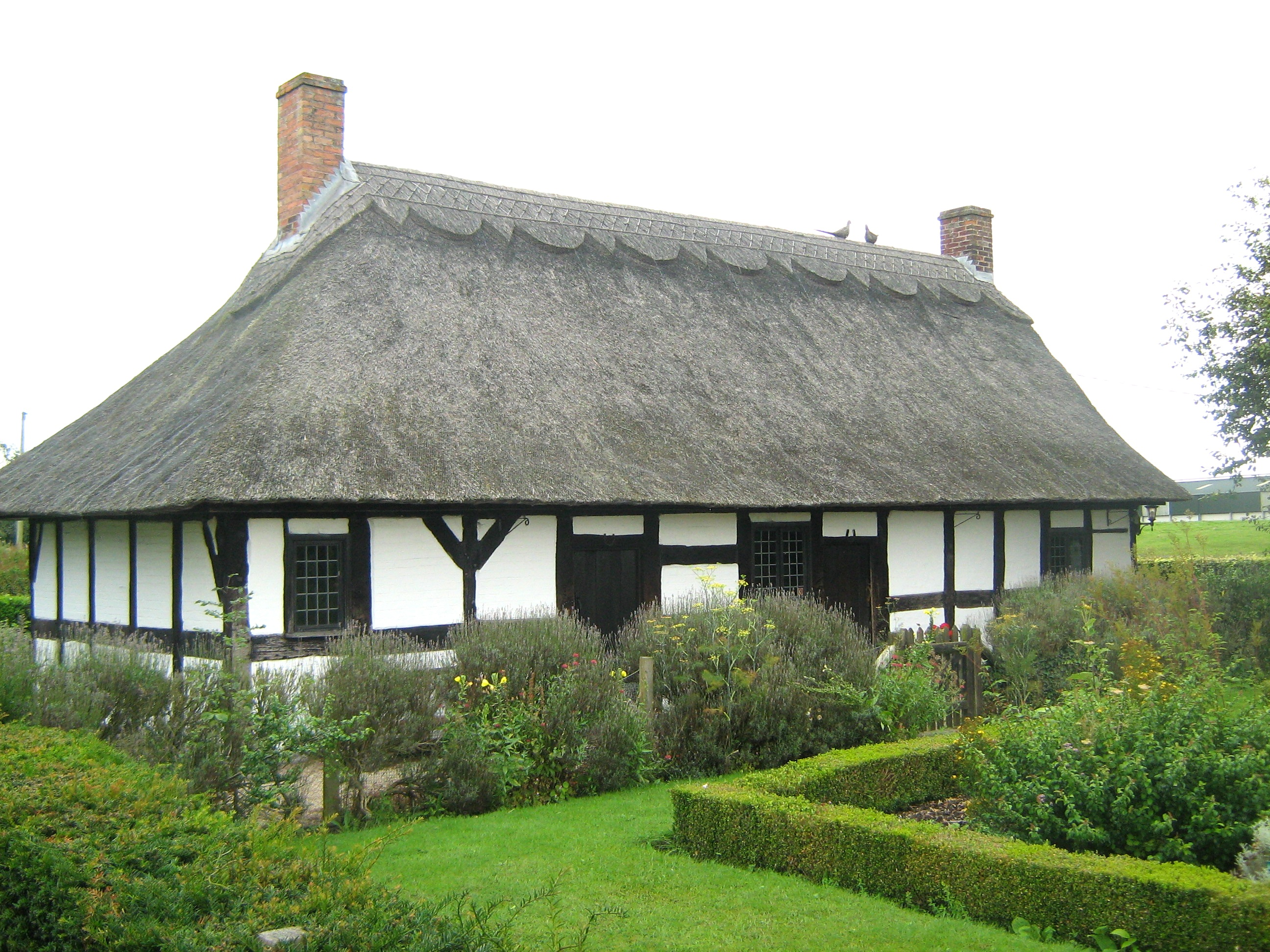
Коттедж Исаака Уолтона на ферме Халфхед в Шеллоуфорде